# The Besnard Lakes
The Besnard Lakes ist eine kanadische Indie-Rock-Band aus Montreal, die aus dem Ehepaar Jace Lasek und Olga Goreas besteht.

## Geschichte
Die Band entstand im Jahr 2001 um Jace Lasek und Olga Goreas, die gemeinsam das Musikstudio Breakglass Studios betreiben. Bevor die Aufnahmen zum Debütalbum beginnen konnten, verließen die übrigen Bandmitglieder The Besnard Lakes. Die beiden nahmen das Debütalbum Volume 1 also in der freien Zeit im Studio auf und veröffentlichten es im Jahr 2003. Nach einigen positiven Reviews wurde mit den Gitarristen Steve Raegele und Jeremiah Bullied sowie dem Schlagzeuger Kevin Laing eine Livebesetzung zusammengestellt.
Während der Aufnahmen zum zweiten Album wurde Jeremiah Bullied durch Richard White ersetzt, die Keyboarderin Nicole Lizée kam neu zu The Besnard Lakes. Am 20. Februar 2007 erschien The Besnard Lakes Are the Dark Horse bei Jagjaguwar. Neben den regulären Mitgliedern der Band traten über 20 Gäste auf, unter anderem Musiker von Stars, The Dears, Godspeed You! Black Emperor und A Silver Mt. Zion.

## Diskografie

### Alben
- 2003: Volume 1 (Selbstverlag, Wiederveröffentlichung 2005 bei Earworm Records)
- 2007: The Besnard Lakes Are the Dark Horse (Jagjaguwar)
- 2010: The Besnard Lakes Are the Roaring Night (Jagjaguwar)
- 2013: Until in Excess, Imperceptible UFO (Jagjaguwar)
- 2016: A Coliseum Complex Museum (Jagjaguwar)
- 2021: The Besnard Lakes Are The Last Of The Great Thunderstorm Warnings (Fat Cat (USA), Flemish Eye (Canada), Full Time Hobby (ROW))

### EPs
- 2011: You Lived in the City (Jagjaguwar)
- 2015: The Golden Lion (Jagjaguwar)
- 2017: The Besnard Lakes Are the Divine Wind (Jagjaguwar)

### Singles
- 2005: Would Anybody Come to Visit Me (Static Caravan)
- 2007: Casino Nanaimo (12", Jagjaguwar, 2007)
- 2007: For Agent 13 (Jagjaguwar)
- 2010: Albatross (12", Jagjaguwar)
- 2013: People of the Sticks (Jagjaguwar)
- 2020: Raindrops (Full Time Hobby u. a.)
- 2020: Our Heads, Our Hearts on Fire Again (Full Time Hobby u. a.)